# Schlagenergie
Die Schlagenergie (auch Schlagkraft) ist die kinetische Energie, welche frei wird, wenn ein Körper auf einen anderen auftrifft. Sie wird in Joule angegeben.
Schlagenergie wird z. B. im Maschinenbau und dort bei Werkzeugen verwendet. Für einen elektrischen Bohrhammer oder einen Hydraulikhammer bedeutet dies, dass der Schlag mit höherer Schlagenergie härter wird. Für den Bediener heißt dies, dass er schneller ein Loch bohren kann.
Ein weiterer Anwendungsbereich des Terminus "Schlagenergie" ist im Bereich der Umformung und speziell beim Schmieden (z. B. Lufthammer) zu finden. Hier bedeutet das die einwirkende Kraft des Werkzeugs (z. B. ein mechanischer Hammer) auf das zu bearbeitende Material.
Auch bei PC-Tastaturen spielt die Schlagenergie eine Rolle. Die Tastaturen werden zum Beispiel in IK-Klassen eingeteilt. Der IK-Stoßfestigkeitsgrad beschreibt, wie viel Schlagenergie benötigt wird, um die Taste zu betätigen.